# Кусково-задана функція
Кусково-задана функція — функція, визначена на множині дійсних чисел, задана на кожному з інтервалів, що складають область визначення, окремою формулою.

## Формальне визначення і завдання
Нехай задані {\displaystyle x_{1}<x_{2}<\ldots <x_{n}} — точки зміни формул. Кусково-задані функції, задають на кожному з інтервалів {\displaystyle {\bigl (}-\infty ;x_{1}),(x_{1};x_{2}),\dots ,(x_{n};+\infty )} окремо. Записують це у вигляді:
{\displaystyle f(x)={\begin{cases}f_{0}(x),\ x<x_{1}\\f_{1}(x),\ x_{1}<x<x_{2}\\...\\f_{n}(x),\ x_{n}<x\end{cases}}}

## Види кусково-заданих функцій
Якщо всі функції — сталі, то {\displaystyle f(x)} — кусково-стала функція.
Якщо всі функції {\displaystyle f_{i}(x)} є лінійними функціями, то {\displaystyle f(x)} — кусково-лінійна функція.
Якщо всі функції {\displaystyle f_{i}(x)} є неперервними функціями, то {\displaystyle f(x)} — кусково-неперервна функція. При цьому вона може не бути неперервною (в цілому).
Якщо всі функції {\displaystyle f_{i}(x)} є диференційовними функціями, то{\displaystyle f(x)} — кусково-гладка функція. При цьому точки зміни формул можуть бути (а можуть і не бути) точками зламу.
Якщо всі функції {\displaystyle f_{i}(x)} є монотонними функціями, то {\displaystyle f(x)} — кусково-монотонна функція. При цьому на сусідніх інтервалах монотонність може бути різною.